# Maximilian Sauer
Maximilian Sauer (* 15. Mai 1994 in Salzgitter) ist ein deutscher Fußballspieler.

## Karriere
Sauer spielte von 2009 bis 2013 in der Jugend des VfL Wolfsburg. Mit den Wolfsburgern gewann er 2013 die deutsche Fußballmeisterschaft der A-Junioren.
Seine Karriere im Herrenbereich begann Sauer 2013 beim Regionalligisten KSV Hessen Kassel. Nach einer Spielzeit in Kassel wechselte er zur Saison 2014/15 zur zweiten Mannschaft von Eintracht Braunschweig in die Regionalliga Nord. Am 1. Dezember 2014 wurde Sauer überraschend erstmals in den Kader der ersten Mannschaft der Eintracht berufen und kam bei einem 1:0-Sieg gegen den 1. FC Nürnberg über die volle Spielzeit zum Einsatz. Nach weiteren Einsätzen in der 2. Fußball-Bundesliga gegen RB Leipzig und SV Darmstadt 98 kam Sauer im DFB-Pokal Achtelfinale bei Bayern München über die gesamte Spielzeit zum Einsatz, allerdings verlor die Eintracht 2:0. Zu Beginn der Saison 2015/16 kam Sauer zweimal in der U23 zum Einsatz, ab dem vierten Spieltag spielte er aber regelmäßig im Zweitligateam. Dort erzielte er am 30. April 2016, dem 32. Spieltag der Saison 2015/16, beim 3:1-Heimerfolg gegen den 1. FC Nürnberg sein erstes Profitor.
Nach dem Abstieg der Eintracht aus der 2. Liga, schloss er sich im Sommer 2018 der SpVgg Greuther Fürth an. Beim Kleeblatt erhielt er einen Zweijahresvertrag. Der Vertrag wurde nicht verlängert.
Im August 2020 schloss er sich dem Drittligisten MSV Duisburg an und unterschrieb für 2 Jahre. Bereits nach einer Saison und 31 Spielen verließ er den MSV und wechselte nach Dänemark zu HB Køge.
Im Sommer 2024 schloss er sich Oberligist FSV Schöningen an.